# 위입술콧방울올림근
위입술콧방울올림근(levator labii superioris alaeque nasi muscle), 또는 상순비익거근(上脣鼻翼擧筋)은 코의 옆에 존재하는 얼굴의 근육이다. 영어 이름은 라틴어로 '윗입술과 콧방울을 올리는 근육'이라는 뜻이다. 동물의 근육 중 가장 긴 이름을 가지고 있다. 위입술콧방울올림근은 위턱뼈의 위이마돌기에 붙어 있으며 콧구멍과 윗입술의 가쪽 피부에 닿는다.
역사적으로 'Otto's muscle'로도 불린 이 근육은 콧구멍을 넓히고 윗입술을 올려 으르렁거리게 만든다. 엘비스 프레슬리는 이 표정을 사용하기로 유명하여 이 근육은 'Elvis muscle'이라는 별명이 있다. 코를 올리는 근육 중에서 코에 가장 가까운 근육이다.
때때로 위입술올림근의 일부로 간주되어 위입술올림근의 angular head라고도 한다.

## 같이 보기
- 이마힘살